# Robert Šimarek
Robert Šimarek (* 8. května 1962 Praha) je český podnikatel vydavatel a politik spojený se Sociální demokracií. V letech 1988–1989 se podílel na organizaci protirežimních demonstrací a v listopadu 1989 se aktivně účastnil revolučního dění, mimo jiné jako autor řady tehdejších protirežimních hesel. Záhy poté, vedle Slavomíra Klabana a Břetislava Nedbálka, stanul v čele obnovy Československé sociální demokracie, kde reprezentoval mladou generaci. V roce 1989 se stal prvním předsedou a zakladatelem mládežnické organizace Mladí sociální demokraté, kterou vedl do roku 1990, kdy ho ve funkci nahradil Stanislav Gross.

## Život
V roce 1986 absolvoval obor systémového inženýrství na Fakultě stavební Českého vysokého učení technického v Praze a studium na Bankovním institutu vysoké škole v Praze. Od roku 1986 do roku 1990 pracoval jako programátor podniku Kancelářské stroje. Po odchodu z aktivní politiky se věnuje podnikatelské činnosti v oblasti výroby a prodeje kožené galanterie a vydává odborný časopis Papírnický Journal, určený výrobcům a obchodníkům v oboru papírnictví a kancelářských potřeb.
Založil knižní vydavatelství a je autorem knihy pro děti. Má dva syny.

## Předlistopadové a polistopadové aktivity

### Mládí
V 15 letech si uvědomil, že žije v totalitní společnosti a začal poslouchat rozhlasovou stanici Hlas Ameriky. Postupně se zapojoval do různých aktivit, které byly namířeny proti tehdejšímu režimu. Ve svých 17 letech během praxe na střední průmyslové škole dostal za úkol překreslit velký výkres motoru, který měl tisíce kót s milimetrovou přesností. Rozhodl se změnit jednu kótu, aby se motor při výrobě zadrhnul. O dva roky později továrna vyhořela. V době, kdy v Polsku působila Solidarita, se svým kamarádem lepil letáky na telefonní budky v Karlíně a před továrny s výzvami, aby se dělníci přidali k podobným aktivitám. Uvažoval i o podpisu Charty 77, od toho ale upustil.
V roce 1988 začaly první demonstrace, o kterých referoval Hlas Ameriky. Od té doby se účastnil téměř všech demonstrací, s výjimkou některých dnů během Palachova týdne (z důvodu nemožnosti odchodu ze svého zaměstnání). O emigraci z vlasteneckých důvodů nikdy neuvažoval.

### 17. listopad 1989
V roce 2024 poskytl Echo 24 rozhovor, kde se přihlašuje k tomu, že byl jedním z těch, který 17. listopadu vedl studenty na Národní třídu. Při průvodu 17. listopadu burcoval část davu na Albertově směrem do centra Prahy, přičemž dopředu nevěděl, že dojde k zásahu na Národní třídě. I když nevylučuje přítomnost agentů v civilu, odmítá konsiprace, že by celá demonstrace nebo její část byla plán StB. O demonstraci 17. listopadu se dozvěděl od svých známých a Hlasu Ameriky.
K demonstraci na Albertově uvádí: „Na Albertově si pamatuju nějaké projevy a dokonce tribuna s ozvučením, což u jiných demonstrací nebývalo. Projevy ale obsahovaly jen mírné náznaky opozice, nic tvrdého, jako právě to „konec vlády jedné strany“. Plánovalo se, že se průvod vydá na Vyšehrad, kde se měly položit svíčky a tím akce skončit. Říkal jsem si, že musíme využít příležitost a vyzvat lidi, aby šli do centra, kde by akce mohla mít větší dopad. Většina demonstrací měla účast kolem dvou tisíc lidí, většinou ti samí lidé, takže jsme se navzájem znali. Tentokrát jsem viděl, že přišlo hodně mladých, kteří se demonstrací předtím neúčastnili. Když projevy skončily, přesunul jsem se na konec ulice Albertov, kde ústila do ulice Na Slupi. Byla možnost jít doleva na Vyšehrad, jak bylo plánováno, nebo doprava do centra, což už bylo rizikovější. Postavil jsem se tam a začal mávat rukama a volat: „Do centra, do centra!“ Nevěděl jsem, že se půjde až na Národní třídu. Kdybych tvrdil, že jsem to věděl, lhal bych. Část lidí mě poslechla a vydala se směrem do centra, zatímco druhá polovina šla na Vyšehrad. Někteří nebyli z Prahy, tak asi byli zmatení, kam se mají přesně vydat. Když jsem viděl, že se dostatečný počet lidí vydal směrem do centra, připojil jsem se k nim. Šli jsme podél nábřeží a skandovali protirežimní hesla. Nakonec se průvod zastavil na Národní třídě, kde se odehrály ty známé události.“
Co se týče jeho role přímo na Národní třídě, uvádí následující: „Byl jsem uprostřed davu, poblíž Mikulandské ulice, kde si pak lidi klestili cestu úzkou uličkou. Když začali uzavírat ulici, podařilo se mi projít celou její délkou a zůstat tam. Měl jsem tam rozhovor s příslušníky pohotovostních sborů – byli to mladí kluci kolem osmnácti let, zatímco mně bylo už osmadvacet. Snažil jsem se je přesvědčit, aby se postavili na naši stranu, podobně jako se to dělo v roce 1968 se sovětskými vojáky, a říkal jsem jim, že budou mít lepší budoucnost. Jednoho to ale rozzuřilo natolik, že proti mně použil obušek a udeřil mě nad oko.“

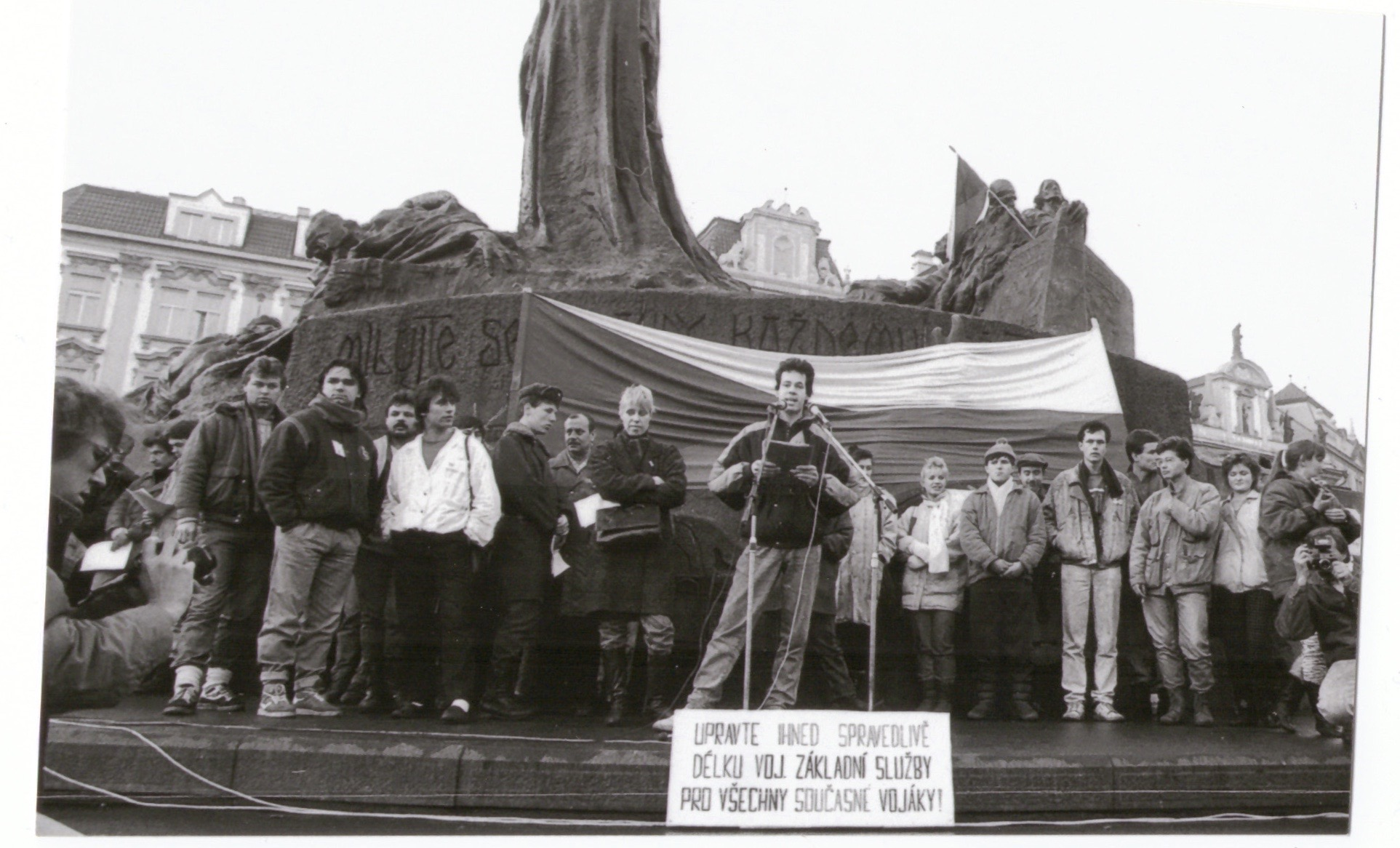
Robert Šimarek hovořící na demonstraci v roce 1990 za zkrácení vojenské služby. Na podiu je i tehdejší tajemník R. Šimarka Stanislav Gross (třetí zleva)

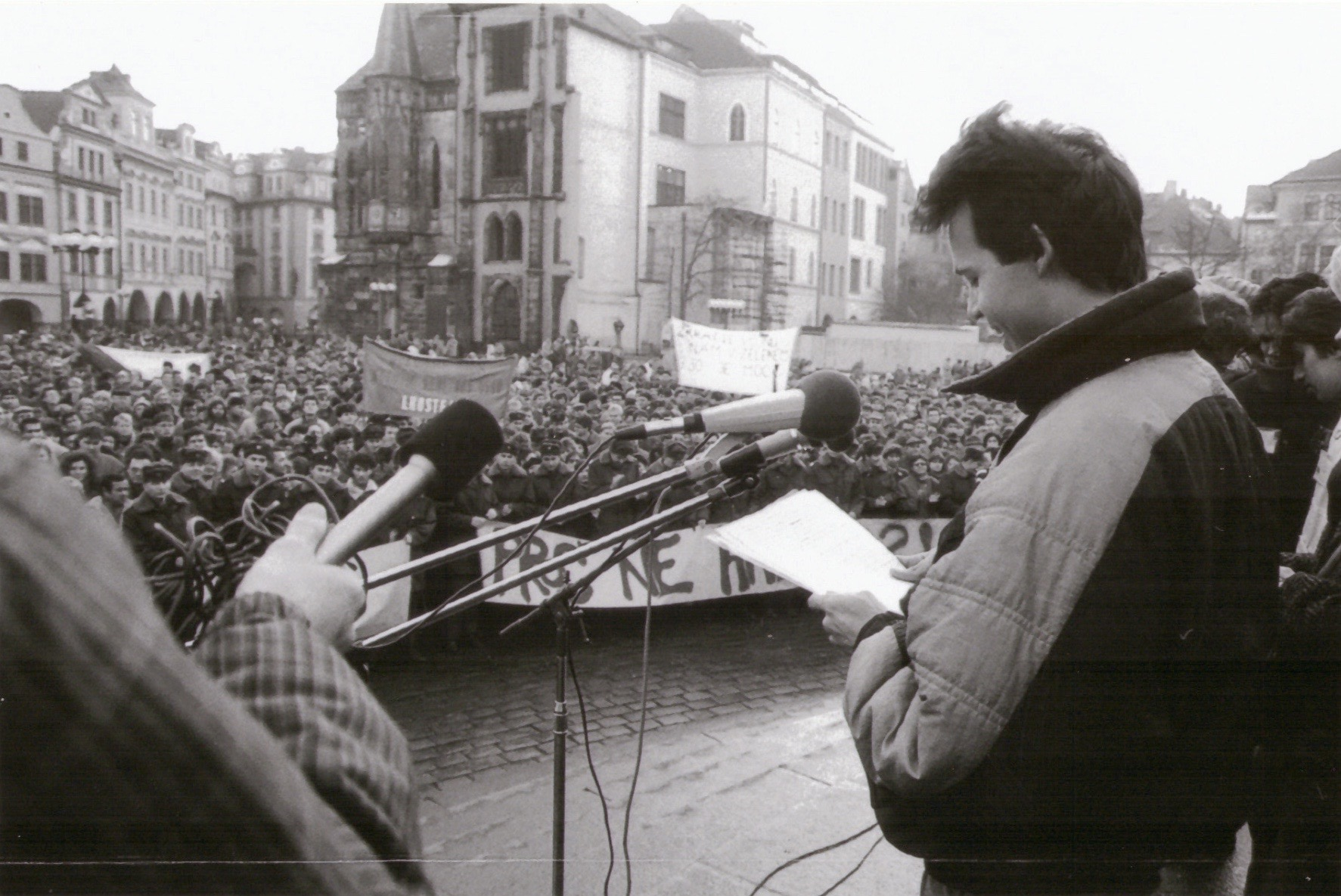
Záběr na demonstranty z roku 1990

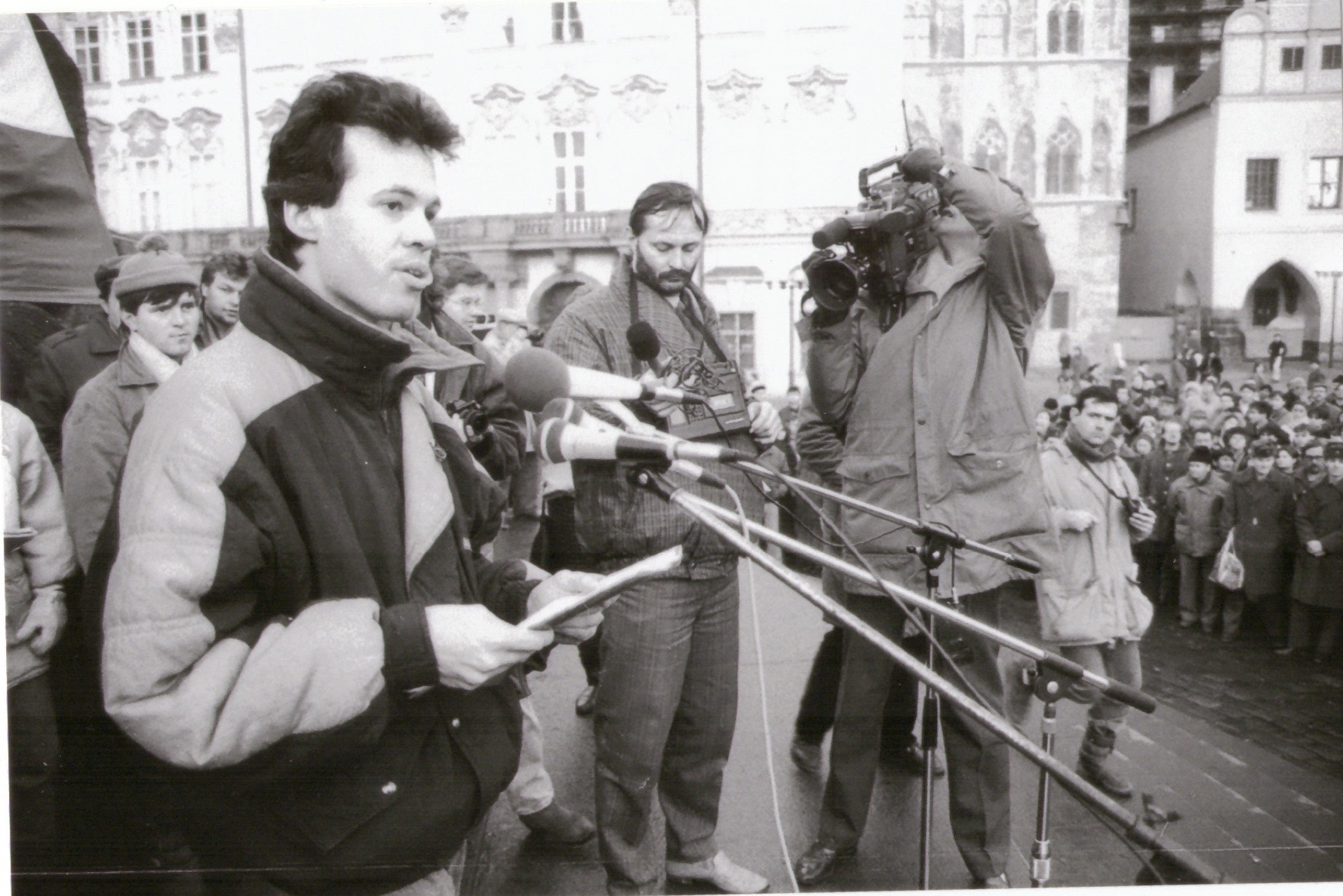
Demonstrace z roku 1990

### Obnovení Sociální demokracie a jejího mládežnického hnutí
Založení Mladých sociálních demokratů popisuje jako živelný proces, kdy se tato organizace zakládala přímo v bytě Břetislava Nedbálka na Národní třídě v Praze. V svém projevu k výročí obnovy Československé sociální demokracie uvedl, že založení organizace Mladí sociální demokraté předcházelo založení organizace „ČSSD – Sekce mladých", ze které se později tato organizace vzešla. Svůj vztah se prvním předsedou ČSSD Slavomírem Klabanem popisuje jako „otcovsko-synovský vztah“.
Při obnovení ČSSD v roce 1989 došel do budovy ve které sídlil ústřední výbor Socialistického svazu mládeže a požadoval od nich kancelářské prostory pro mládežnickou organizaci ČSSD. Na jeho žádost mu bylo vyhověno a postupně prostory v této budově dostávaly i ostatní mládežnické organizace.
Počátkem roku 1990 se stal předsedou prozatímního výboru, na jaře 1990 prvním voleným předsedou Mladých sociálních demokratů, zároveň byl zvolen členem předsednictva strany. V lednu 1990 zorganizoval v Praze masovou manifestaci za zkrácení vojenské služby ze dvou let na jeden rok. Koncem roku 1990 odešel z vedoucích funkcí ve straně v souvislosti se svým odmítavým postojem ke vstupu členů Obrody do ČSSD. Jeho nástupcem v této funkci se stal Stanislav Gross.
Ke svému odchodu z aktivní politiky uvádí: „Problém nastal, když se začali do strany nabalovat lidé z komunistické strany po jejím rozpadu. To byl důvod, proč jsem z vysoké politiky po roce odešel. Byl jsem docela blízký předsedovi Horákovi, ale když se rozhodl přijmout bývalé komunisty z Obrody, dal jsem výpověď. Nemohl jsem sedět vedle bývalých komunistů.“
Na otázku proč se rozhodl přidat k Sociální demokracii uvedl: „Nesnáším ultrabohaté, protože jsou odtržení od běžného života – mají služebnictvo, vrtulníky a několik vil, což jim dává zcela jiné starosti než obyčejným lidem. Mám pochopení pro lidi, kteří pracují, ale přesto těžko vycházejí, například pro ty, kteří mají nízké příjmy, ačkoliv se snaží.“

### Pozdější politické působení
Mezi lety 1996 až 1998 byl členem zastupitelstva Městské části Praha 4.